# Раздольненский сельсовет (Красноярский край)
Раздольненский сельсовет - сельское поселение в Большемуртинском районе Красноярского края.
Административный центр - посёлок Раздольное.

## Население
| 2010 | 2012  | 2013 | 2014 | 2015 | 2016 | 2017 |
| ---- | ----- | ---- | ---- | ---- | ---- | ---- |
| 1033 | ↘1012 | ↘963 | ↘926 | ↘908 | ↘874 | ↘858 |

## Состав сельского поселения
В состав сельского поселения входят 5 населённых пунктов:
| № | Населённый пункт | Тип населённого пункта          | Население |
| - | ---------------- | ------------------------------- | --------- |
| 1 | Луговское        | посёлок                         | 131       |
| 2 | Орловка          | деревня                         | 153       |
| 3 | Раздольное       | посёлок, административный центр | 521       |
| 4 | Черняевка        | деревня                         | 22        |
| 5 | Язаевка          | посёлок                         | 206       |

## Местное самоуправление
Раздольненский сельский Совет депутатов
Дата избрания14.03.2010. Срок полномочий: 5 лет. Количество депутатов: 10
Глава муниципального образования
- Доронин Геннадий Николаевич. Дата избрания: 14.03.2010. Срок полномочий: 5 лет